# 86-й Квартал
86-й Квартал — посёлок в Томском районе Томской области.

## География
Расположен в 36 км от Томска, областного центра. Рейсовое транспортное сообщение отсутствует.
Бывшая начальная общеобразовательная школа, фельдшерский пункт, бывший пункт лесоохраны Жуковского лесничества Тимирязевского лесхоза с 33-метровой смотровой вышкой, два магазина.

## История

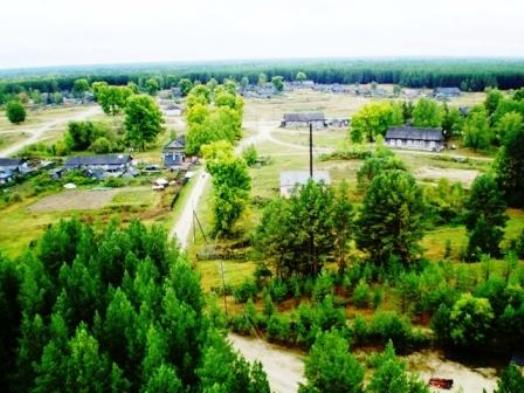
Общий вид посёлка

Посёлок был основан как 86-й лесоучасток Томского лесхоза во время активных лесозаготовок силами заключённых в 1940—1950-х годах. Тогда же для вывоза леса была проложена сеть узкоколейных железных дорог, магистральной узкоколейкой являлась дорога из 86-го лесоучастка в Тимирязевское. В конце 1970-х годов, когда в результате активных лесоразработок взрослый лес был вырублен, железная дорога была разобрана, на её месте осталась наполовину гравированная дорога. Помимо этой дороги, существует пешеходная непроезжая просека на восток, к урочищу Жуковка.
Вопреки устоявшемуся названию, произошедшему от номера лесоучастка, посёлок находится на территории кварталов 72, 73, 79, 80 Тимирязевского лесхоза.
С 2012 года начальная школа в посёлке закрыта. 11 детей 1—3 класса переведены в соседнюю деревню Берёзкино на интернатное обучение.

## Население
| 2002 | 2008 | 2009 | 2010 | 2011 | 2012 | 2013 |
| ---- | ---- | ---- | ---- | ---- | ---- | ---- |
| 219  | ↘172 | ↘170 | ↘146 | →146 | ↘143 | ↘139 |
| 2014 | 2015 | 2021 |      |      |      |      |
| ↘138 | ↘136 | ↘64  |      |      |      |      |